# ホルヘ・リナレス
ホルヘ・リナレス（Jorge Linares、1985年8月22日 - ）は、ベネズエラの元プロボクサー。バリナス州バリナス出身。帝拳ジム所属。元WBC世界フェザー級王者。元WBA世界スーパーフェザー級王者。元WBA・WBC世界ライト級王者。世界3階級制覇王者。

## 人物
本名はホルヘ・ルイス・リナレス・パレンシア（Jorge Luis Linares Palencia）。ニックネームは「El Niño de Oro（ゴールデンボーイ）」。
オーソドックススタイルのボクサーファイターで豊かなスピードに乗せ、抜群のハンドスピードと回転力のコンビネーションを上下に打ち分ける華麗なファイトスタイルを持つ。そのハイセンスなボクシングに加え端整な容姿も相まって、ホームである日本のみならず本場アメリカ合衆国での評価も高い。
ボクシング界の次世代のスーパースターと目されていたが、フアン・カルロス・サルガドにノックアウト負けを喫して以降、打たれ脆さを露呈し勝負所で敗戦を経験している。
兄のネルソン・リナレスは元WBA世界ウェルター級ランカー。弟のカルロス・リナレスも2007年に帝拳ジムに入り、7月7日にデビュー。日本ミドル級王座決定戦を戦ったこともある。引退後は、トレーナーとして同門の村田諒太などを指導している。
母国語であるスペイン語と英語の他、日本語をそれなりに話し、通訳を介することなくインタビューを受けることもできる。また、日本食がお気に入りで、ワサビや刺身を好み、コンピュータが好きで、よく秋葉原に通う。

## 来歴
プロボクサーであった父親の影響でボクシングを始める。アマチュア時代にベネズエラのジュニア選手権を5連覇するなどの経歴を持つ。
2002年、17歳で初来日し東京の帝拳ジムに入門。同年12月15日、大阪府立体育会館でプロデビュー戦を行い、初回KO勝ち。
2004年1月31日、カラカスのポリエドロ・デ・カラカスで行われた8戦目で元WBA世界フライ級王者でもあるウーゴ・ソト（アルゼンチン）と空位のWBAフェデラテンスーパーバンタム級王座を争い、10回判定勝ちで王座を獲得した。
2004年8月7日、1階級上のWBAフェデラテンフェザー級王座決定戦に出場。レナン・アコスタ（パナマ）を10回判定に降し、WBAフェデラテン王座の2階級制覇を達成した。
2005年5月26日、WBAフェデセントロフェザー級王座決定戦に出場。ハビエル・ソテロ（コロンビア）を2回KOに降し、王座奪取に成功。
2007年7月21日、無敗のまま24戦目で世界初挑戦。ネバダ州ラスベガスのマンダレイ・ベイ・イベント・センターで元WBC世界スーパーバンタム級王者オスカー・ラリオス（メキシコ）とWBC世界フェザー級暫定王座決定戦を争い、10回TKO勝ち。帝拳ジム3人目の世界王者となった。
その後、WBC世界フェザー級正規王者の池仁珍（韓国）がK-1転向を表明。これに伴い、WBCは池の王座を剥奪し、リナレスを正規のWBC世界フェザー級王者に認定した。12月15日には後のWBC世界スーパーフェザー級王者となるガマリエル・ディアス（メキシコ）を8回右フック一撃失神KOに下し、初防衛成功。
2008年5月31日に2度目の防衛戦でフェイデル・ビロリアと対戦予定であったが、右肩腱板損傷により試合をキャンセル。同年8月、減量苦を理由にWBC世界フェザー級王座を返上。
2008年11月29日、スーパーフェザー級での世界挑戦。パナマシティのセントロ・デ・コンベンシオネス・アトラパでワイベル・ガルシア（パナマ）とWBA世界スーパーフェザー級王座決定戦を争い、5回1分8秒TKO勝ちを収め2階級制覇を達成した。2009年6月27日にはホサファト・ペレス（メキシコ）を8回TKOに下し、初防衛成功。
2009年9月、ゴールデンボーイ・プロモーションズとプロモート契約を結んだことを発表した。
2009年10月10日、2度目の防衛戦（3年半ぶりの日本凱旋）。渋谷区の国立代々木競技場第二体育館でWBA世界スーパーフェザー級6位のフアン・カルロス・サルガド（メキシコ） と対戦。試合開始から45秒、挑戦者の左右の連打でいきなりのダウン。辛くも立ち上がったものの、さらなる追撃で程なくして2度目のダウン。ここでレフェリーストップとなり、初回1分13秒TKO負け。世界王座から陥落するとともにプロ初黒星となった。
2010年3月27日、ラ・グアイラのポリデポルティーボ・ホセ・マリア・バルガスでフランシスコ・ロレンソ（ドミニカ共和国）と対戦し、2-0の判定勝ちを収め再起を果たした。
2010年7月31日、ネバダ州ラスベガスのマンダレイ・ベイ・イベント・センターでシドニーオリンピック銀メダリストのロッキー・ファレス（アメリカ）とWBAフェデラテンライト級暫定王座決定戦を行い、5回にダウンを奪って3-0の判定勝ちを収め王座を獲得した。
2010年10月24日、墨田区の両国国技館（同門のWBC世界スーパーバンタム級王者西岡利晃の防衛戦の前座）にて元世界2階級王者のヘスス・チャベス（メキシコ）とノンタイトル10回戦を行い、4回終了TKO勝ち。これで前年10月の世界王座陥落以降、3連勝となった。
試合後、トレーナーに多くの世界王者を指導しているフレディ・ローチを招聘した。
2011年10月15日、カリフォルニア州ロサンゼルスのステイプルズ・センターで、WBC世界ライト級王座決定戦をWBC世界ライト級1位のアントニオ・デマルコ（メキシコ）と戦う。ポイントではリードしていたものの、カットした部分からの鼻柱から出血がひどくなりデマルコの強打の前に苦戦。ロープに詰まったところでストップがかかった。11回2分32秒TKOで敗れて王座獲得は成らず、三階級制覇を逸した。
2012年3月31日、メキシコキンタナ・ロー州カンクンにて、WBC世界ライト級挑戦者決定戦をFECARBOX王者のセルヒオ・トンプソン（メキシコ）と戦い、2回2分27秒TKO負けを喫し再起に失敗した。
その後ローチとの契約を解消。新しく、ギレルモ・リゴンドウ、ユリオルキス・ガンボア、井岡一翔を世界王座に導いたイスラエル・サラスをトレーナーに招聘。リナレスと同じく粟生隆寛のトレーナーも兼任している。
2012年10月6日、カリフォルニア州サクラメントのメモリアル・オーディトリアムで亀海喜寛の前座で登場、元世界挑戦者ヘクトール・ベラスケスとノンタイトル10回戦を行い再起戦を白星で飾った。
2013年3月17日、キンタナ・ロー州カンクンのグランド・オアシス・リゾートでマニー・パッキャオとアミール・カーンの元専属スパーリングパートナーでもあるデビッド・ロデラ（アメリカ）とノンタイトル10回戦を行い、8回TKO勝利で再起2戦目をKO勝利で飾った。
2013年11月10日、両国国技館でWBA世界ライト級王者リカルド・アブリル（キューバ）に挑戦し3階級制覇を目指す予定だったが、同年10月30日にマイアミで調整していたアブリルがスパーリング中に右足首を負傷し、トレーニングの続行が不可能となり、アブリルのオスミリ・フェルナンデス・トレーナーの「我々の目標はタイトル防衛だが、今のところ不可能になった」との発言もありWBA世界ライト級タイトルマッチは中止となった。帝拳ジムの本田明彦会長は「延期ではなく中止。アブリルとやることはもうない」と明言。早ければ2014年春にアメリカでWBC世界ライト級暫定王者オマール・フィゲロア（アメリカ）に挑戦する方針を示し、アブリルの負傷により中止となったWBA世界ライト級タイトルマッチの代替試合として、元WBCカリブ・スーパーライト級王者のフランシスコ・コントラレス（ドミニカ共和国）とノンタイトル10回戦で対戦し、初回KO勝ち。
2014年3月8日、MGMグランド・ガーデン・アリーナでサウル・アルバレスVSアルフレド・アングロの前座にてWBC世界ライト級2位荒川仁人と対戦し、10回大差で判定勝ちを収め世界挑戦権を獲得した。元々ペイ・パー・ビューカードで組まれていたオマール・フィゲロアとカルロス・モリーナの2試合が立て続けに中止になったことで、この試合が昇格してペイ・パー・ビューカードの1試合として行われた。
2014年8月16日、スタブハブ・センター・テニスコートでショーン・ポーターVSケル・ブルックの前座でアイラ・テリー（アメリカ）と対戦し、2回1分21秒KO勝ちを収めた。
2014年12月30日、東京体育館でオマール・フィゲロアの休養王座認定に伴い、WBC世界ライト級2位のハビエル・プリエトとWBC世界ライト級王座決定戦を行い、4回1分50秒KO勝ちを収め世界王座3階級制覇を達成した。

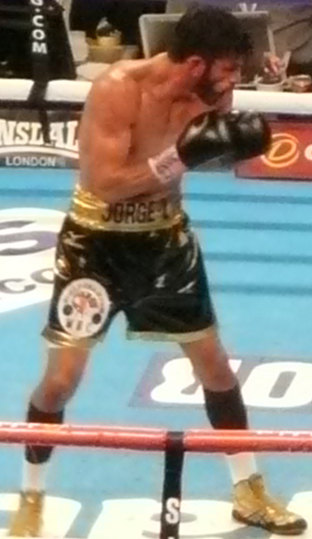
WBC世界ライト級タイトルマッチ 対フランキー・ギャビン戦（2015年）

2015年5月30日、イギリス・ロンドンのO2アリーナでケル・ブルック対フランキー・ギャビンの前座でWBC世界ライト級1位の指名挑戦者ケビン・ミッチェルと対戦し、10回2分57秒逆転TKO勝ちを収め初防衛に成功した。6月9日、WBCはリナレスをWBCの2015年6月度の月間MVPに選出した。
2015年7月1日、リナレスはWBA本部を訪れ、WBA世界ライト級王者ダーリー・ペレスとの王座統一戦に意欲を見せた。
2015年10月10日、カラカスのポリエドロ・デ・カラカスでWBC世界ライト級10位のイバン・カノと対戦。3回と4回にダウンを奪い、レフェリーがカウントを途中でストップ。4回58秒TKO勝ちを収め2度目の防衛に成功した。
2015年11月、WBCの年次総会でWBC世界ライト級1位でWBCインターナショナルライト級王者のデヤン・ズラチカニンと指名試合を行うよう指令が出された。
2016年2月11日、同年4月頃の対戦を目標にデヤン・ズラチカニン側と交渉を進めていたが、トレーニング中にリナレスが右拳を骨折したため中止になった。
2016年2月23日、WBCはリナレスを休養王座に認定した。
2016年9月24日、マンチェスターのマンチェスター・アリーナでWBA世界ライト級王者のアンソニー・クローラと対戦し、12回3-0（115-113、115-114、117-111）の判定勝ちを収めWBA王座、WBCダイヤモンド王座並びにリングマガジン認定王座の獲得に成功した。
2016年10月13日、WBCは最新ランキングを発表し、リナレスをWBC世界ライト級ダイヤモンド王者としてランクインした。11月1日、WBAはリナレスをWBAの2016年10月度の月間MVPに選出した。
2017年3月25日、マンチェスター・アリーナでWBA世界ライト級4位でWBC世界ライト級9位のアンソニー・クローラと6ヵ月ぶりに再戦し、12回3-0（3者共118-109）の判定勝ちを収め、初防衛に成功した。4月10日、WBAはリナレスをWBAの2017年3月度の月間優秀選手賞に選出した。
2017年9月23日、カリフォルニア州イングルウッドのザ・フォーラムでWBA世界ライト級1位のルーク・キャンベルと対戦し、12回2-1（114-113、115-112、113-115）の判定勝ちを収め、2度目の防衛に成功した。9月29日、WBAはリナレスをWBAの2017年9月度の月間MVPに選出した。
2018年1月27日、カリフォルニア州イングルウッドのザ・フォーラムでWBA世界ライト級15位のメルシト・ヘスタと対戦し、12回3-0（118-110×2、117-111）の判定勝ちを収め、3度目の防衛に成功した。1月31日、WBAはリナレスをWBAの2018年1月度の月間MVPに選出した。
2018年5月12日、ニューヨーク・マディソン・スクエア・ガーデンにて、WBO世界スーパーフェザー級王者ワシル・ロマチェンコ（ウクライナ）と対戦。6回にロマチェンコからプロ転向後初となるダウンを奪うも、10回2分8秒TKO負けを喫しスーパー王座の認定と4度目の防衛に失敗、王座から陥落した。
2019年1月18日、ニューヨーク・ マディソン・スクエア・ガーデン・シアターでパブロ・セサール・カノとWBC世界スーパーライト級挑戦者決定戦を行い、1回TKO負けを喫した。
2019年9月7日、12年7ヶ月ぶりに後楽園ホールに登場、フィリピンスーパーフェザー級5位のアル・トヨゴンと対戦し、10回3-0（100-90、100-89、99-90）で判定勝ちを収め再起に成功した。これが日本での最後の公式試合となった。
2020年8月7日、カリフォルニア州インディオで同月28日にハビエル・フォルトゥナと対戦する予定だったが、4日に事前のPCR検査を受けたところ、新型コロナウイルスの陽性が出たため、試合が白紙となった。
2021年5月29日、約1年3カ月ぶりの試合をネバダ州のミケロブ・ウルトラ・アリーナでWBC世界ライト級王者のデヴィン・ヘイニーと対戦し、判定負けを喫して王座獲得に失敗した。この試合後に所属していたゴールデンボーイ・プロモーションズを離脱した。
2022年2月19日、ロシアのエカテリンブルクでザウル・アブドゥラエフが持つWBC世界シルバー・ライト級王座に挑戦。11Rまで判定でリードしていたが、12Rに2度のダウンを奪われ、レフリーストップによるTKO負けを喫した。
2022年12月11日、ロシアのエカテリンブルクでジョーラ・アルマサリアンと対戦し、判定負けを喫した。	
2023年10月21日、イギリス・リバプールのM&Sバンクアリーナにてジャック・カテラルとのWBAインターコンチネンタルスーパーライト級タイトルマッチで0-3判定負けを喫し、試合後に引退を表明した。
2024年3月30日、カリフォルニア州イングルウッドのYouTubeシアターで行われたWBA世界クルーザー級スーパー王者アルセン・グラミリアン対ヒルベルト・ラミレス及び前座で行われたWBAインターコンチネンタルライト級王者カリーム・ハケット対ロウディー・モンゴメリーの2試合を引退後に就任したWBA特別アンバサダーとして立会人を務めた。

## 戦績
- アマチュアボクシング：156戦 151勝 (100KO・RSC) 5敗
- プロボクシング：56戦 47勝 (29KO) 9敗

| 戦           | 日付           | 勝敗 | 時間     | 内容    | 対戦相手                       | 国籍                | 備考                                                                          |
| ------------ | -------------- | ---- | -------- | ------- | ------------------------------ | ------------------- | ----------------------------------------------------------------------------- |
| 1            | 2002年12月15日 | ☆    | 1R 0:45  | KO      | 鄭炅秀                         | 韓国                | プロデビュー戦                                                                |
| 2            | 2003年2月15日  | ☆    | 6R       | 判定3-0 | チャワン・ソーウォラピン       | タイ                |                                                                               |
| 3            | 2003年3月15日  | ☆    | 3R 1:02  | KO      | シンダム・モンサイチョン       | タイ                |                                                                               |
| 4            | 2003年4月19日  | ☆    | 8R       | 判定3-0 | アリエル・オーストリア         | フィリピン          |                                                                               |
| 5            | 2003年7月12日  | ☆    | 3R 2:44  | TKO     | サンダー伊藤                   | 日本 （緑）         |                                                                               |
| 6            | 2003年9月20日  | ☆    | 2R 2:12  | KO      | 兎正根                         | 韓国                |                                                                               |
| 7            | 2003年10月18日 | ☆    | 10R      | 判定3-0 | ペドリト・ローレンテ           | フィリピン          |                                                                               |
| 8            | 2004年1月31日  | ☆    | 10R      | 判定3-0 | ウーゴ・ソト                   | アルゼンチン        | WBAフェデラテンスーパーバンタム級王座決定戦                                   |
| 9            | 2004年5月1日   | ☆    | 10R      | 判定3-0 | マイケル・ドミンゴ             | フィリピン          |                                                                               |
| 10           | 2004年8月7日   | ☆    | 10R      | 判定3-0 | レナン・アコスタ               | パナマ              | WBAフェデラテンフェザー級王座決定戦                                           |
| 11           | 2004年10月2日  | ☆    | 1R 2:42  | KO      | 朴正勲                         | 韓国                |                                                                               |
| 12           | 2004年12月3日  | ☆    | 4R 2:16  | TKO     | ラファエル・カスティージョ     | コロンビア          |                                                                               |
| 13           | 2005年2月5日   | ☆    | 1R 2:07  | KO      | メルビン・アユドット           | フィリピン          |                                                                               |
| 14           | 2005年4月16日  | ☆    | 4R 1:49  | KO      | ルイス・アルベルト・ペレス     | メキシコ            |                                                                               |
| 15           | 2005年5月26日  | ☆    | 2R 1:56  | KO      | ハビエル・ソテロ               | コロンビア          | WBAフェデセントロフェザー級王座決定戦                                         |
| 16           | 2005年8月13日  | ☆    | 4R 終了  | TKO     | ヘスス・ペレス                 | コロンビア          |                                                                               |
| 17           | 2005年9月25日  | ☆    | 6R       | 判定3-0 | アヨン・ナランホ               | フィリピン          |                                                                               |
| 18           | 2005年11月3日  | ☆    | 1R 2:30  | KO      | デンチャイ・ソーティアプクーン | タイ                |                                                                               |
| 19           | 2006年1月7日   | ☆    | 1R 1:59  | KO      | ジェフリー・オニャテ           | フィリピン          |                                                                               |
| 20           | 2006年4月1日   | ☆    | 10R      | 判定3-0 | サオヒン・シリタイコンドー     | タイ                |                                                                               |
| 21           | 2006年6月3日   | ☆    | 10R      | 判定3-0 | ペドロ・ナパレッテ             | メキシコ            |                                                                               |
| 22           | 2006年10月7日  | ☆    | 6R 2:34  | TKO     | ウンベルト・マルティネス       | コロンビア          |                                                                               |
| 23           | 2007年2月3日   | ☆    | 3R 1:37  | TKO     | ラミロ・ララ                   | パナマ              |                                                                               |
| 24           | 2007年7月21日  | ☆    | 10R 2:37 | TKO     | オスカー・ラリオス             | メキシコ            | WBC世界フェザー級暫定王座決定戦→正規王座に認定                                |
| 25           | 2007年12月15日 | ☆    | 8R 2:02  | KO      | ガマリエル・ディアス           | メキシコ            | WBC防衛1→返上                                                                 |
| 26           | 2008年11月28日 | ☆    | 5R 1:08  | TKO     | ワイベル・ガルシア             | パナマ              | WBA世界スーパーフェザー級王座決定戦                                           |
| 27           | 2009年6月27日  | ☆    | 8R 1:42  | TKO     | ホサファト・ペレス             | メキシコ            | WBA防衛1                                                                      |
| 28           | 2009年10月10日 | ★    | 1R 1:13  | TKO     | フアン・カルロス・サルガド     | メキシコ            | WBA陥落                                                                       |
| 29           | 2010年3月27日  | ☆    | 10R      | 判定2-0 | フランシスコ・ロレンソ         | ドミニカ共和国      |                                                                               |
| 30           | 2010年7月31日  | ☆    | 10R      | 判定3-0 | ロッキー・ファレス             | アメリカ合衆国      | WBAフェデラテンライト級暫定王座決定戦                                         |
| 31           | 2010年10月24日 | ☆    | 4R 終了  | TKO     | ヘスス・チャベス               | メキシコ            |                                                                               |
| 32           | 2011年5月28日  | ☆    | 7R 1:49  | TKO     | アドリアン・ベルドゥゴ         | メキシコ            |                                                                               |
| 33           | 2011年10月15日 | ★    | 11R 2:32 | TKO     | アントニオ・デマルコ           | メキシコ            | WBC世界ライト級王座決定戦                                                     |
| 34           | 2012年3月31日  | ★    | 2R 2:27  | TKO     | セルヒオ・トンプソン           | メキシコ            | WBC世界ライト級挑戦者決定戦                                                   |
| 35           | 2012年10月6日  | ☆    | 10R      | 判定3-0 | ヘクトール・ベラスケス         | メキシコ            |                                                                               |
| 36           | 2013年3月17日  | ☆    | 8R 2:51  | TKO     | デビッド・ロデラ               | アメリカ合衆国      |                                                                               |
| 37           | 2013年8月25日  | ☆    | 3R 1:09  | TKO     | バーマン・サンチェス           | ニカラグア          |                                                                               |
| 38           | 2013年11月10日 | ☆    | 1R 3:08  | KO      | フランシスコ・コントレラス     | ドミニカ共和国      |                                                                               |
| 39           | 2014年3月8日   | ☆    | 10R      | 判定3-0 | 荒川仁人                       | 日本 （八王子中屋） | WBC世界ライト級挑戦者決定戦                                                   |
| 40           | 2014年8月16日  | ☆    | 2R 1:21  | KO      | アイラ・テリー                 | アメリカ合衆国      |                                                                               |
| 41           | 2014年12月30日 | ☆    | 4R 1:50  | KO      | ハビエル・プリエト             | メキシコ            | WBC世界ライト級王座決定戦                                                     |
| 42           | 2015年5月30日  | ☆    | 10R 2:57 | TKO     | ケビン・ミッチェル             | イギリス            | WBC防衛1                                                                      |
| 43           | 2015年10月10日 | ☆    | 4R 0:58  | TKO     | イバン・カノ                   | メキシコ            | WBC防衛2→休養王座に認定                                                       |
| 44           | 2016年9月24日  | ☆    | 12R      | 判定3-0 | アンソニー・クローラ           | イギリス            | WBA世界ライト級タイトルマッチ WBA・リングマガジン・WBCダイヤモンド王座獲得    |
| 45           | 2017年3月25日  | ☆    | 12R      | 判定3-0 | アンソニー・クローラ           | イギリス            | WBA防衛1                                                                      |
| 46           | 2017年9月23日  | ☆    | 12R      | 判定2-1 | ルーク・キャンベル             | イギリス            | WBA防衛2                                                                      |
| 47           | 2018年1月27日  | ☆    | 12R      | 判定3-0 | メルシト・ヘスタ               | フィリピン          | WBA防衛3                                                                      |
| 48           | 2018年5月12日  | ★    | 10R 2:08 | TKO     | ワシル・ロマチェンコ           | ウクライナ          | WBA世界ライト級スーパー王座決定戦                                             |
| 49           | 2018年9月29日  | ☆    | 3R 1:31  | KO      | アブネル・コット               | プエルトリコ        |                                                                               |
| 50           | 2019年1月18日  | ★    | 1R 2:48  | TKO     | パブロ・セサール・カノ         | メキシコ            | WBC世界スーパーライト級挑戦者決定戦 WBC世界スーパーライト級シルバー王座決定戦 |
| 51           | 2019年9月7日   | ☆    | 10R      | 判定3-0 | アル・トヨゴン                 | フィリピン          |                                                                               |
| 52           | 2020年2月14日  | ☆    | 4R 2:09  | KO      | カルロス・モラレス             | メキシコ            |                                                                               |
| 53           | 2021年5月29日  | ★    | 12R      | 判定0-3 | デヴィン・ヘイニー             | アメリカ合衆国      | WBC世界ライト級タイトルマッチ                                                 |
| 54           | 2022年2月19日  | ★    | 12R 2:28 | TKO     | ザウル・アブドゥラエフ         | ロシア              | WBCシルバーライト級タイトルマッチ                                             |
| 55           | 2022年12月11日 | ★    | 10R      | 判定0-3 | ジョーラ・アルマサリアン       | アルメニア          |                                                                               |
| 56           | 2023年10月21日 | ★    | 12R      | 判定0-3 | ジャック・カテラル             | イギリス            | WBAインターコンチネンタルスーパーライト級タイトルマッチ                       |
| テンプレート |                |      |          |         |                                |                     |                                                                               |

## 獲得タイトル
- WBAフェデラテンスーパーバンタム級王座（防衛0＝返上）
- WBAフェデラテンフェザー級王座（防衛0＝返上）
- WBAフェデラテンライト級暫定王座（防衛0）
- WBAフェデセントロフェザー級王座（防衛0＝返上）
- WBC世界フェザー級暫定王座（防衛0=正規王座に認定）
- WBC世界フェザー級王座（防衛1＝返上）
- WBA世界スーパーフェザー級王座（防衛1）
- WBC世界ライト級王座（防衛2=休養王座に認定）
- WBA世界ライト級王座（防衛3）
- WBC世界ライト級ダイヤモンド王座
- リングマガジン世界ライト級王座